# مطثية هليونية الشكل
مطثية هليونية الشكل (الاسم العلمي: Clostridium asparagiforme) هي نوع من البكتيريا يتبع جنس المطثية من الفصيلة المطثاوية.